# What It Feels Like for a Girl
What It Feels Like for a Girl – trzeci singel z ósmego albumu Madonny Music. Piosenka początkowo była planowana jako drugi singel z tego albumu, jednak Madonna w ostatniej chwili zdecydowała się najpierw wydać "Don’t Tell Me". Singel odniósł bardzo umiarkowany sukces na całym świecie, sprzedano go w nakładzie zaledwie 400 tys. egzemplarzy.
Istnieje również hiszpańskojęzyczna wersja piosenki zatytułowana "Lo Que Siente la Mujer", którą Madonna wykonywała w trakcie Drowned World Tour w 2001 roku.

## Lista utworów i formaty singla
2-ścieżkowy Promo CD-Singel
1. What It Feels Like for a Girl (Radio Edit) – 04:04
2. What It Feels Like for a Girl (Album Version) – 04:44

2-ścieżkowy CD-Singel
1. What It Feels Like for a Girl (Album Version) – 04:44
2. What It Feels Like for a Girl (Above & Beyond Club Radio Edit) – 03:45

3-ścieżkowy CD-Singel
1. What It Feels Like for a Girl (Album Version) – 04:44
2. What It Feels Like for a Girl (Paul Oakenfold Perfecto Mix) – 07:19
3. What It Feels Like for a Girl (Above & Beyond 12" Club) – 07:26

4-ścieżkowy CD-Singel
1. What It Feels Like for a Girl (Album Version) – 04:44
2. What It Feels Like for a Girl (Above & Beyond 12" Club) – 07:26
3. What It Feels Like for a Girl (Paul Oakenfold Perfecto Mix) – 07:19
4. What It Feels Like for a Girl (Richard Vission Velvet Masta Mix) – 08:09

Australijski 5-ścieżkowy CD-Singel
1. What It Feels Like for a Girl (Above & Beyond Club Radio Edit) – 03:45
2. Lo Que Siente La Mujer – 04:43
3. What It Feels Like for a Girl (Tracy Young Cool Out Radio Mix) – 04:46
4. What It Feels Like for a Girl (Richard Vission Velvet Masta Edit) – 03:41
5. What It Feels Like for a Girl (Tracy Young Club Mix) – 08:54

Australijski 5-ścieżkowy CD-Singel (Limited Edition)
1. What It Feels Like for a Girl (Album Version) – 04:44
2. What It Feels Like for a Girl (Calderone & Quayle Dark Side Mix) – 06:44
3. What It Feels Like for a Girl (Above & Beyond 12" Club) – 07:27
4. What It Feels Like for a Girl (Paul Oakenfold Perfecto Mix) – 07:19
5. What It Feels Like for a Girl (Richard Vission Velvet Masta Edit) – 03:41

Amerykański i Japoński 9-ścieżkowy CD-Maxi Singel
1. What It Feels Like for a Girl (Paul Oakenfold Perfecto Mix) – 07:18
2. What It Feels Like for a Girl (Richard Vission Velvet Masta Mix) – 08:08
3. What It Feels Like for a Girl (Calderone & Quayle Dark Side Mix) – 06:44
4. What It Feels Like for a Girl (Tracy Young Club Mix) – 08:54
5. What It Feels Like for a Girl (Above & Beyond 12" Club) – 07:27
6. What It Feels Like for a Girl (Tracy Young Cool Out Radio Mix) – 04:45
7. What It Feels Like for a Girl (Richard Vission Velvet Masta Edit) – 03:39
8. What It Feels Like for a Girl (Above & Beyond Club Radio Edit) – 03:45
9. Lo Que Siente La Mujer – 04:43

## Teledysk
Wideoklip wyreżyserowany przez męża Madonny Guya Ritchie został nagrany do remiksu piosenki "What It Feels Like for a Girl" – Above & Beyond Video Mix. Ze względu na brutalne sceny przemocy w nim zawarte, emisji teledysku odmówiły stacje MTV i VH1. Madonna w teledysku jadąc z zawrotną prędkością skradzionym samochodem w towarzystwie starszej pani m.in. napada na bankomat, mierzy do policjantów z pistoletu na wodę i wysadza w powietrze stację benzynową. W końcowej scenie rozbija samochód na słupie. Teledysk uznawany przez wielu za jeden z najlepszych wideoklipów Madonny, został wydany na kasecie VHS i płycie DVD.

## Listy sprzedaży
| Kraj              | Najwyższa pozycja | Sprzedaż |
| ----------------- | ----------------- | -------- |
| Australia         | 6                 | 35 000   |
| Austria           | 26                | -        |
| Brazylia          | 1                 | -        |
| Europa            | 8                 | -        |
| Francja           | 40                | 20 000   |
| Hiszpania         | 1                 | -        |
| Japonia           | 7                 | -        |
| Kanada            | 2 (2 tygodnie)    | 25 000   |
| Niemcy            | 16                | 85 000   |
| Norwegia          | 14                | -        |
| Szwajcaria        | 11                | -        |
| Szwecja           | 22                | -        |
| Stany Zjednoczone | 23 (3 tygodnie)   | 130 000  |
| Wielka Brytania   | 7                 | 90 000   |
| Włochy            | 2                 | -        |